# Hemerophis socotrae
Hemerophis socotrae är en ormart som beskrevs av Günther 1881. Hemerophis socotrae är ensam i släktet Hemerophis som ingår i familjen snokar. IUCN kategoriserar arten globalt som nära hotad. Inga underarter finns listade i Catalogue of Life.
Arten är med en längd av 75 till 150 cm en medelstor och smal orm. Den förekommer på ön Sokotra som tillhör Jemen. Individerna vistas i torra klippiga områden med glest fördelad växtlighet. Denna orm jagar troligen små däggdjur och andra kräldjur. Honor lägger ägg.
Tidvis listades Mopanveldophis zebrinus i samma släkte.